# Vincenzo Zappalà
Vincenzo Zappalà, född 1945, är en italiensk astronom.
Minor Planet Center listar honom som V. Zappalà och som upptäckare av 9 asteroider.
Asteroiden 2813 Zappalà är uppkallad efter honom.

## Asteroider upptäckta av Vincenzo Zappalà
| 4478 Blanco [A]                                                  | 23 april 1984   |
| 5802 Casteldelpiano                                              | 27 april 1984   |
| 6289 Lanusei [A]                                                 | 28 april 1984   |
| 7459 Gilbertofranco                                              | 28 april 1984   |
| 9009 Tirso                                                       | 23 april 1984   |
| 9010 Candelo                                                     | 27 april 1984   |
| 10038 Tanaro                                                     | 28 april 1984   |
| 11476 Stefanosimoni                                              | 23 april 1984   |
| 17357 Lucataliano [B]                                            | 23 augusti 1978 |
| Upptäckt tillsammans med: A Walter Ferreri B Giovanni de Sanctis |                 |